# Colchicum heldreichii
Colchicum heldreichii là một loài thực vật có hoa trong họ Colchicaceae. Loài này được K.Perss. miêu tả khoa học đầu tiên năm 1999.